# Distrikt Ocoruro
Der Distrikt Ocoruro liegt in der Provinz Espinar in der Region Cusco in Südzentral-Peru. Der Distrikt wurde am 2. Januar 1857 gegründet. Er hat eine Fläche von 359 km². Beim Zensus 2017 wurden 1104 Einwohner gezählt. Im Jahr 1993 lag die Einwohnerzahl bei 1918, im Jahr 2007 bei 1669. Sitz der Distriktverwaltung ist die auf einer Höhe von 4093 m gelegene Ortschaft Ocoruro mit 179 Einwohnern (Stand 2017). Ocoruro liegt 42 km südöstlich der Provinzhauptstadt Yauri.

## Geographische Lage
Der Distrikt Ocoruro liegt im Andenhochland im Südosten der Provinz Espinar. Der Río Ocoruro, ein linker Nebenfluss des Río Salado, durchfließt den Distrikt in nordnordwestlicher Richtung.
Der Distrikt Ocoruro grenzt im Nordwesten an den Distrikt Espinar, im Nordosten an den Distrikt Pallpata, im Süden an den Distrikt Condoroma sowie im Südwesten an den Distrikt Tisco (Provinz Caylloma).